# Петър II (Русия)
Вижте пояснителната страница за други личности с името Петър II.
Петър II Алексеевич (на руски: Пётр II Алексеевич) е император на Русия от 1727 до 1730. Той умира едва на 14 години и управлението му е съпътствано от съперничество между влиятелни фигури в двора за влияние над императора.

## Биография
Баща му Алексей Петрович е единствен син на император Петър I Велики. Майка му е Шарлота фон Брауншвайг-Люнебург, чиято сестра е женена за Карл VI, император на Свещената Римска империя. Три години след раждането на Петър Алексеевич баща му е убит по заповед на Петър Велики, след което той е държан в изолация от двора. Това продължава и при управлението на втората съпруга и наследница на Петър I, Екатерина I.
Със съдействието на императрица Екатерина I Петър Алексеевич е сгоден за Мария, дъщеря на най-влиятелния политик в двора и близък приятел на Петър Велики Александър Меншиков. След смъртта на Екатерина през 1727, с помощта на Меншиков, който го прибира в своя дворец, Петър Алексеевич е обявен за император. Само няколко месеца по-късно, през септември 1727, Петър II, подтикван от своя наставник Андрей Остерман, отстранява Меншиков от властта.
След като е свален, Меншиков е изпратен на заточение, а мястото му е заето от Василий Долгоруков. Той отвежда императора в Москва и го сгодява за своята племенница Екатерина Долгорукова. Сватбата е насрочена за 30 януари* 1730, но един ден преди това императорът умира от едра шарка.
Със смъртта на Петър II се прекъсва пряката мъжка линия на династията Романови. Той е наследен от Анна Ивановна, дъщеря на Иван V, полубрат и съвладетел на Петър Велики.